# Atacs corsaris a Fuerteventura de 1740
Els atacs corsaris a Fuerteventura de 1740 per part de corsaris anglesos es van dur a terme en un mes de diferència, coincidint amb la Guerra de l'Orella de Jenkins i foren rebutjats amb problemes per la milícia de l'illa. La patent de cors britànica fou comú durant aquest conflicte.

## Antecedents
L'illa va tenir plans de fortificacions des de 1700 contra aquest tipus d'atacs amb torres a Caleta de Fuste i Tostón.
La Guerra de l'Orella de Jenkins prengué el nom en referència a l'orella tallada del corsari anglès Robert Jenkins, sent un conflicte entre la Gran Bretanya i Espanya que va durar des de 1739 a 1748. Tot i que el conflicte va acabar oficialment en 1748, els principals combats van concloure en 1742.
En 10 d'octubre de 1740 una balandra fou cremada a Tarajalejo i la Santa Barbara capturada per corsaris anglesos, i l'endemà fou pres el vaixell Fandango al Gran Tarajal.

## Primer atac
El 13 d'octubre de 1740, 53 corsaris britànics van desembarcar a la platja de Gran Tarajal amb idea de saquejar Fuerteventura. El tinent coronel José Sánchez Umpiérrez va dirigir les companyies d'Antigua, Casillas de Morales, Agua de Bueyes, Tiscamanita i Tuineje, armades amb pals i pedres, a les que s'havia d'unir la companyia de Pájara, però les primeres companyies van arribar abans al lloc i van presentar batalla als anglesos, amb resultat de la mort de 33 dels 53 soldats desembarcats i la captura de la resta, mentre els defensors perderen només quatre homes.

## Segon atac
El 9 de novembre és capturada la balandra La Estrella a Ginijinamar i a Tarajalejo el vaixell San Agustin, i el 17 de novembre el bergantí de Pedro Alvarez, que foren venuts poc després a Madeira.
El 24 de novembre de 1740, 55 corsaris van desembarcar a la mateixa zona i amb idèntiques intencions, i els habitants de l'illa estaven preparats, i van rebutjar als atacants amb els seus precaris mitjans i les armes de foc capturades en la batalla anterior.

## Conseqüències
Després d'aquests enfrontaments el governador de l'illa va sol·licitar mesures de protecció per a l'illa, i per part del gremi de comerciants es va armar un navili de trenta canons, que durant un mes va navegar sense trobar un sol vaixell anglès. També es van armar tres navilis corsaris que van aconseguir capturar quatre naus angleses i un pingüe holandès, carregat de pólvora, ferro i altres efectes diversos a mig camí de Santa Cruz de Barbaria.
Després dels atacs es van construir diverses torres defensives com la Torre de San Buenaventura a Caleta de Fuste.
El 13 d'octubre es commemora la victòria local al Gran Tarajal, dia de Sant Miquel, amb una representació d'època que inclou el desembarcament anglès.